# César 1982
Die 7. Verleihung der Césars fand am 27. Februar 1982 im Konzertsaal Salle Pleyel in Paris statt. Präsident der Verleihung war der Regisseur und Schauspieler Orson Welles. Ausgestrahlt wurde die Verleihung, die von Pierre Tchernia, Jacques Martin, Jean-Pierre Aumont und Thierry Le Luron moderiert wurde, vom öffentlich-rechtlichen Fernsehsender Antenne 2, dem heutigen France 2.
Jean-Jacques Annauds Am Anfang war das Feuer konnte sich bei sechs Nominierungen in den Kategorien Bester Film und Beste Regie gegen die Konkurrenz behaupten. Die meisten Trophäen erhielten jedoch zwei andere Filme, Das Verhör von Claude Miller und Diva, das Langfilmdebüt von Jean-Jacques Beineix, mit jeweils vier Auszeichnungen. In der Kategorie Beste Hauptdarstellerin setzte sich Isabelle Adjani gegen Fanny Ardant, Catherine Deneuve und Isabelle Huppert durch und gewann für ihre Rolle in Possession ihren ersten César. Nathalie Baye konnte als beste Nebendarstellerin ihren Sieg vom Vorjahr mit ihrer Darbietung in der fünffach nominierten Literaturverfilmung Eine merkwürdige Karriere wiederholen. Bester Hauptdarsteller wurde – vor Patrick Dewaere, Philippe Noiret und Michel Piccoli – Michel Serrault, der für Millers Das Verhör nach seinem Triumph von 1979 mit Ein Käfig voller Narren mit seinem zweiten César prämiert wurde. Ebenfalls mit Millers Film überzeugen konnte Schauspieler Guy Marchand, der den Preis für den besten Nebendarsteller erhielt. Der große Verlierer des Abends war Bertrand Taverniers Kriminalkomödie Der Saustall, die bei insgesamt zehn Nominierungen letztlich keinen César gewinnen konnte.

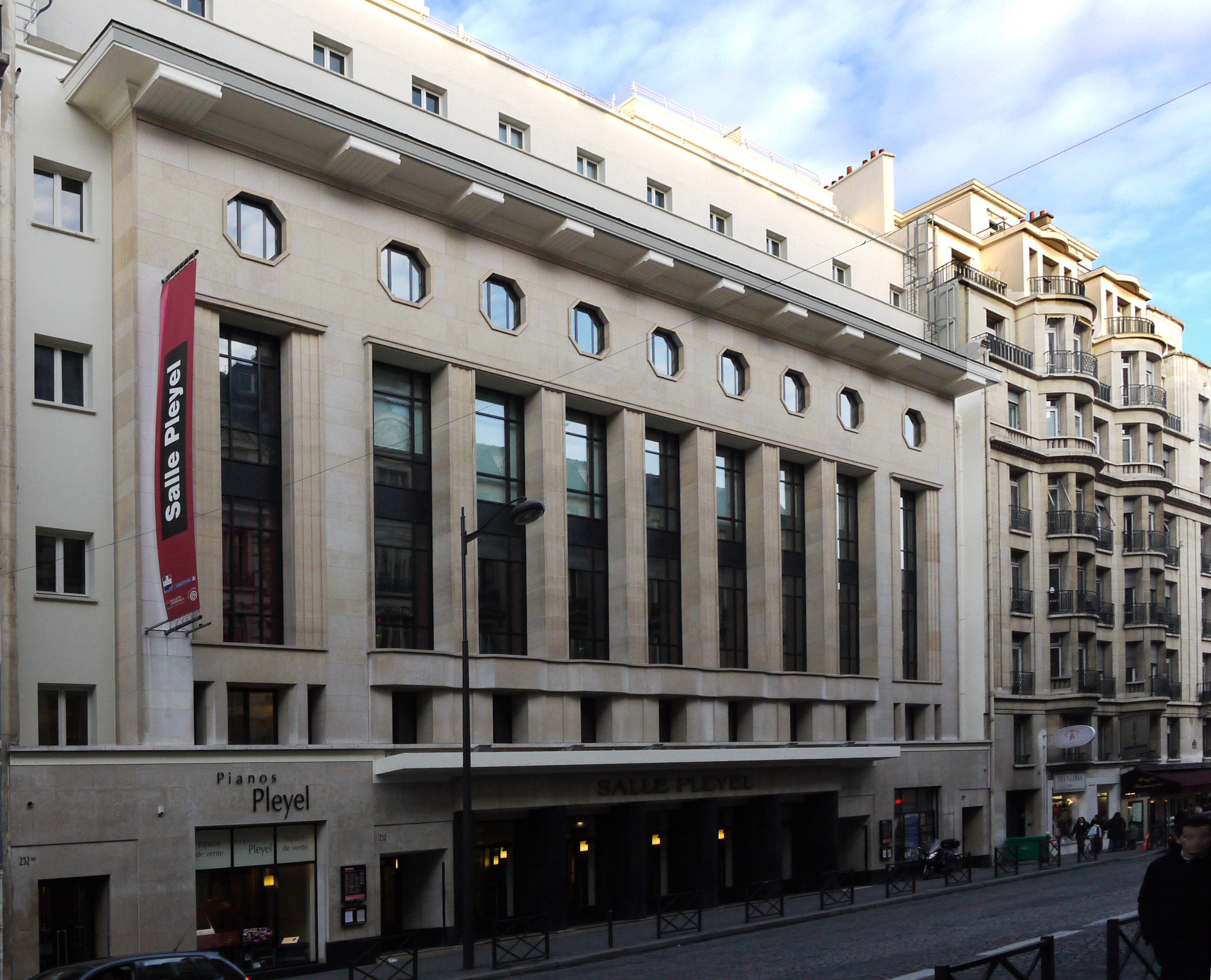
Der Konzertsaal Salle Pleyel, der Veranstaltungsort der Verleihung

## Gewinner und Nominierungen
| Statistik (Filme mit mehr als einer Nominierung) N=Nominierung; A=Auszeichnung |    |   |
| Film                                                                           | N  | A |
| Der Saustall                                                                   | 10 | 0 |
| Das Verhör                                                                     | 8  | 4 |
| Am Anfang war das Feuer                                                        | 6  | 2 |
| Diva                                                                           | 5  | 4 |
| Eine merkwürdige Karriere                                                      | 5  | 1 |
| Malevil                                                                        | 4  | 1 |
| Ein jeglicher wird seinen Lohn empfangen …                                     | 4  | 0 |
| Begegnung in Biarritz                                                          | 2  | 0 |
| Die Frau nebenan                                                               | 2  | 0 |

### Bester Film (Meilleur film)
Am Anfang war das Feuer (La guerre du feu) – Regie: Jean-Jacques Annaud
- Der Saustall (Coup de torchon) – Regie: Bertrand Tavernier
- Das Verhör (Garde à vue) – Regie: Claude Miller
- Ein jeglicher wird seinen Lohn empfangen … (Les sns et les autres) – Regie: Claude Lelouch

### Beste Regie (Meilleur réalisateur)
Jean-Jacques Annaud – Am Anfang war das Feuer (La guerre du feu)
- Pierre Granier-Deferre – Eine merkwürdige Karriere (Une étrange affaire)
- Claude Miller – Das Verhör (Garde à vue)
- Bertrand Tavernier – Der Saustall (Coup de torchon)

### Bester Hauptdarsteller (Meilleur acteur)
Michel Serrault – Das Verhör (Garde à vue)
- Patrick Dewaere – Ausgerechnet ihr Stiefvater (Beau-Père)
- Philippe Noiret – Der Saustall (Coup de torchon)
- Michel Piccoli – Eine merkwürdige Karriere (Une étrange affaire)

### Beste Hauptdarstellerin (Meilleure actrice)
Isabelle Adjani – Possession
- Fanny Ardant – Die Frau nebenan (La femme d’à côté)
- Catherine Deneuve – Begegnung in Biarritz (Hôtel des Amériques)
- Isabelle Huppert – Der Saustall (Coup de torchon)

### Bester Nebendarsteller (Meilleur acteur dans un second rôle)
Guy Marchand – Das Verhör (Garde à vue)
- Gérard Lanvin – Eine merkwürdige Karriere (Une étrange affaire)
- Jean-Pierre Marielle – Der Saustall (Coup de torchon)
- Eddy Mitchell – Der Saustall (Coup de torchon)

### Beste Nebendarstellerin (Meilleure actrice dans un second rôle)
Nathalie Baye – Eine merkwürdige Karriere (Une étrange affaire)
- Stéphane Audran – Der Saustall (Coup de torchon)
- Sabine Haudepin – Begegnung in Biarritz (Hôtel des Amériques)
- Véronique Silver – Die Frau nebenan (La femme d’à côté)

### Bestes Erstlingswerk (Meilleur premier film)
Diva – Regie: Jean-Jacques Beineix
- Le jardinier – Regie: Jean-Pierre Sentier
- Eine Angelegenheit unter Männern (Une affaire d’hommes) – Regie: Nicolas Ribowski
- Schnee (Neige) – Regie: Jean-Henri Roger und Juliet Berto

### Bestes Drehbuch (Meilleur scénario original ou adaptation)
Jean Herman, Claude Miller und Michel Audiard – Das Verhör (Garde à vue)
- Jean Aurenche und Bertrand Tavernier – Der Saustall (Coup de torchon)
- Gérard Brach – Am Anfang war das Feuer (La guerre du feu)
- Christopher Frank, Pierre Granier-Deferre und Jean-Marc Roberts – Eine merkwürdige Karriere (Une étrange affaire)

### Beste Filmmusik (Meilleure musique écrite pour un film)
Vladimir Cosma – Diva
- Francis Lai und Michel Legrand – Ein jeglicher wird seinen Lohn empfangen … (Les uns et les autres)
- Ennio Morricone – Der Profi (Le professionnel)
- Philippe Sarde – Am Anfang war das Feuer (La guerre du feu)

### Bestes Szenenbild (Meilleurs décors)
Max Douy – Malevil
- Hilton McConnico – Diva
- Brian Morris – Am Anfang war das Feuer (La guerre du feu)
- Alexandre Trauner – Der Saustall (Coup de torchon)

### Beste Kamera (Meilleure photographie)
Philippe Rousselot – Diva
- Claude Agostini – Am Anfang war das Feuer (La guerre du feu)
- Bruno Nuytten – Das Verhör (Garde à vue)
- Jean Penzer – Malevil

### Bester Ton (Meilleur son)
Jean-Pierre Ruh – Diva
- Pierre Gamet – Malevil
- Paul Lainé – Das Verhör (Garde à vue)
- Harald Maury – Ein jeglicher wird seinen Lohn empfangen … (Les uns et les autres)

### Bester Schnitt (Meilleur montage)
Albert Jurgenson – Das Verhör (Garde à vue)
- Sophie Bhaud und Hugues Darmois – Ein jeglicher wird seinen Lohn empfangen … (Les uns et les autres)
- Henri Lanoë – Malevil
- Armand Psenny – Der Saustall (Coup de torchon)

### Bester Kurzfilm (Meilleur court métrage de fiction)
Les photos d’Alix – Regie: Jean Eustache
- Le concept subtil – Regie: Gérard Krawczyk
- Cher Alexandre – Regie: Anne Lemonier
- Le rat noir d’Amérique – Regie: Jérôme Enrico

### Bester animierter Kurzfilm (Meilleur court métrage d’animation)
La tendresse du maudit – Regie: Jean-Manuel Costa
- Trois thèmes – Regie: Alexander Alexeieff
- L’échelle – Regie: Alain Ughetto

### Bester dokumentarischer Kurzfilm (Meilleur court métrage documentaire)
Reporters – Regie: Raymond Depardon
- Solange Giraud née Tache – Regie: Simone Bitton
- Ci-gisent – Regie: Valérie Moncorgé

### Bester ausländischer Film (Meilleur film étranger)
Der Elefantenmensch (The Elephant Man), Großbritannien/USA – Regie: David Lynch
- Der Mann aus Eisen, Polen – Regie: Andrzej Wajda
- Die Fälschung, Frankreich/Deutschland – Regie: Volker Schlöndorff
- Jäger des verlorenen Schatzes (Raiders of the Lost Ark), USA – Regie: Steven Spielberg

## Ehrenpreis (César d’honneur)
- Georges Dancigers, russisch-französischer Filmproduzent
- Alexandre Mnouchkine, russisch-französischer Filmproduzent
- Jean Nény, französischer Tontechniker
- Andrzej Wajda, polnischer Filmregisseur